# Opel Astra OPC X-treme
 (octobre 2024).
L’Opel Astra OPC X-treme est une étude de voiture de sport pour la circulation routière présentée par Opel au Salon international de l'automobile de Genève 2001, elle a également été présentée au Salon de l'automobile de Francfort plus tard la même année. Malgré plusieurs demandes de clients et dix précommandes, la production en petite série n’a pas eu lieu.

## Construction
Le prototype entièrement pilotable et construit à la main n’est pas basé sur l’Astra coupé standard, mais sur le châssis et la transmission d’une Opel Astra V8 Coupé de la saison 2000 utilisée en DTM. Les voitures de course du DTM ne sont pas des voitures de tourisme au sens classique du terme, techniquement basées sur un véhicule de série, mais plutôt des prototypes conçus spécifiquement pour le sport automobile. Avec l’étude développée à l’Opel Performance Center (OPC), Opel a voulu démontrer la synergie entre le sport mécanique et la production en série :

« Avec cette sportive high-tech, nous voulons montrer ce que nous pouvons réellement faire. »

-Volker Strycek
Une petite série était prévue pour un montant en Deutsche Mark à sept chiffres, comprenant un service prolongé «à vie».
Le moteur huit cylindres en V de l’Astra OPC X-treme installé à l’avant entraîne les roues arrière, la boîte de vitesses séquentielle non synchronisée à six rapports est située sur l’essieu arrière (boîte-pont) et est combinée avec le différentiel dans un seul boîtier. La carrosserie est en polymère renforcé de fibres de carbone et repose sur un cadre spatial tubulaire. Les amortisseurs et les stabilisateurs de la suspension sont réglables et les roues avant et arrière sont suspendues individuellement sur des doubles triangles.
Les changements par rapport à la voiture de course DTM concernent principalement les freins, qui sont équipés de disques de frein en matériau composite renforcé de fibre de carbone et d étriers à six pistons, et l’Astra OPC X-treme dispose également d’un système d’échappement modifié avec silencieux. Le spoiler avant et l’aileron arrière ont également été adaptés pour la version homologuée pour la route. Il n’y a pas de système anti-blocage des roues ni de correcteur électronique de trajectoire (ESP).
L’intérieur est en Alcantara et en aluminium brossé. Le seul composant du programme de production à grande échelle d’Opel était le volant avec airbag repris de l’Opel Speedster.
Contrairement à la version pour le DTM, la X-treme avait des roues mesurant 9x20 et 11x20 avec des pneus mesurant 265/30 ZR 20 et 305/25 ZR 20.
Selon le rapport de transmission sélectionné, la vitesse de pointe se situe entre 310 et 330 km/h et l’accélération de 0 à 100 km/h est de 3,9 secondes. La consommation devait être «bien inférieure à vingt litres».

## Moteur
Le moteur de l’Astra OPC X-treme est basé sur les moteurs du DTM construits par Spiess. Il s’agit d’une version modifiée du moteur L47 de l’Oldsmobile Aurora, car il a également été utilisé dans la Cadillac Northstar LMP et la Shelby Series 1. Ce moteur huit cylindres en V d’une cylindrée de 3 995 cm³ (alésage x course : 87 x 84 mm) avec quatre arbres à cames en tête est issu de la famille Cadillac Northstar. Dans l’Astra OPC X-treme, il produit 326 kW (444 ch), le couple maximum est de 530 Nm à 4 800 tr/min.
Le moteur est équipé d’un limiteur de débit d’air destiné à améliorer le comportement de réponse. De plus, la courbe de couple peut être ajustée électroniquement pendant la conduite grâce à la cartographie moteur.